# سينما كورية
مصطلح السينما الكورية يعنى به جميع شركات التصوير الحركي في الكوريتين الشمالية والجنوبية. كانت صناعة الأفلام في كوريا تتأثر بشكل أساسي بمختلف جوانب الحياة الكورية في القرن العشرين بحيث كانت تحت رحمة الأحداث السياسية كسقوط إمبراطورية كوريا ثم الاحتلال الياباني لشبه الجزيرة الكورية وتلتها الحرب الكورية ثم التدخلات الحكومية. مع أن لكلا الدولتين صناعة أفلام قوية، إلا أن الأفلام الكورية الجنوبية فقط هي التي حققت شهرة عالمية واسعة. تميل الأفلام الكورية الشمالية إلى إظهار الأفكار الشيوعية أو الثورية.
شهدت سينما كوريا الجنوبية عصراً ذهبياً خلال العقدين الخامس والسادس من القرن العشرين، ولكن جودة الأفلام هبطت بحلول العقد السابع من نفس القرن. في 2005 أصبح الكوريون الجنوبيون أحد الدول القليلة التي تشاهد أفلاماً محلية بدلاً من أفلام الدول الأخرى في السينما، بسبب قوانين العدد المسموح به للأفلام الأجنبية أن تعرض في كل سينما في كل سنة. ابتداء من 2006 فإن على دور السينما عرض الأفلام الكورية لمدة 73 يوما في السنة. بعد اتفاقية التجارة الحرة بين الولايات المتحدة وكوريا فإن اقتباس الأفلام المحلية على الشبكات الأرضية انخفض من 25% إلى 20%.

### الإشارات
1. 1 2  "Table 8: Cinema Infrastructure - Capacity". UNESCO Institute for Statistics. مؤرشف من الأصل في 2013-11-05. اطلع عليه بتاريخ 2013-11-05.
2. ↑  "Table 6: Share of Top 3 distributors (Excel)". UNESCO Institute for Statistics. مؤرشف من الأصل في 2014-01-17. اطلع عليه بتاريخ 2013-11-05.
3. ↑  "Average national film production". UNESCO Institute for Statistics. مؤرشف من الأصل في 2016-10-27. اطلع عليه بتاريخ 2013-11-05.
4. ↑  "KOFIC Releases Annual Report on Korean Film Industry Results for 2012". KOBIZ - Korean Film Biz Zone. مؤرشف من الأصل في 2013-11-11. اطلع عليه بتاريخ 2013-11-11.
5. ↑  "Table 11: Exhibition - Admissions & Gross Box Office (GBO)". UNESCO Institute for Statistics. مؤرشف من الأصل في 2013-11-03. اطلع عليه بتاريخ 2013-11-05.
6. ↑  Patrick Frater (6 يناير 2014). "Korean Box Office Continues Local Power Surge". فارايتي (مجلة). مؤرشف من الأصل في 2018-12-31. اطلع عليه بتاريخ 2014-01-17.
7. ↑  "Future Korean Filmmakers Visit UCLA". مؤرشف من الأصل في 2013-09-25. اطلع عليه بتاريخ 2007-11-18.
8. ↑  Jameson، Sam (19 يونيو 1989). "U.S. Films Troubled by New Sabotage in South Korea Theater". Los Angeles Times. مؤرشف من الأصل في 2017-07-11.
9. ↑  한미FTA 체결, 영화산업 타격은?, MBC (Korean) نسخة محفوظة 23 سبتمبر 2013 على موقع واي باك مشين.